# خمیسی
آل خمیس، از عشایر عرب خوزستان می‌باشد که به دودمان بني لام منسوب می شوند ،در شهرهای آبادان، خرمشهر، شادگان، اهواز، ماهشهر و رامهرمز می‌باشند.

## وجه تسمیه
درباره نام این عشیره، روایت‌ها و اشاره‌هایی می‌توان یافت که پذیرش یا رد آن‌ها جای تردید دارد. یکی از روایت‌های محلّی می‌گوید که این عشیره را از آن‌رو آل خَمیس نامیدند که از گردآمدن مردمان ۵ روستا به وجود آمد. در روایت دیگر، این ۵ روستا از ۵ طایفه حُمِیدان (نیای بزرگ آل خمیس)، بنی رشید، زبید، آل بوعباد و احمدیّه پدید آمد. همچنین برپایه نقل مبهمی، آنان را به آل خمیسِ یمن وابسته می‌کند.برخی نیز آل خمیس را به معنای پسران ۵ تن گرفته‌اند.لاریمر نوشته است که می‌گویند با عشیره معدان خویشاوندی دارند.

## محل سکونت
محل زندگی قبیله آل خمیس(خمیسی) در جاده رامهرمز-اهواز می‌باشد.
روستاهای شووه ، ناقد، باصدی علیا ، کمتوله و زراقلی(زراغله)میباشد و شیخ به نام شیخ یابر داشتند که برادری به نام راظی داشت